# 大崎地域広域行政事務組合
大崎地域広域行政事務組合（おおさきちいきこういきぎょうせいじむくみあい）は、宮城県大崎市、加美郡加美町、色麻町、遠田郡涌谷町、美里町の1市4町で構成する一部事務組合。

## 共同処理する事務の内容
1. 大崎地域広域市町村圏計画の策定及び計画に基づく事業の実施に関すること
2. 一般廃棄物処理施設の設置及び管理運営に関すること
3. 一般廃棄物の収集運搬に関すること
4. 消防事務に関すること（消防団に関する事務を除く）
5. 液化石油ガスの保安の確保及び取引の適正化に関する法律のうち液化石油ガス設備工事、特定液化石油ガス設備工事事業の届け出受理、立ち入り検査等に関すること
6. 火薬類取締法のうち火薬類の製造、販売、貯蔵、廃棄、譲受、譲渡、消費、輸入の許可等に関すること
7. 大崎生涯学習センターの設置及び管理運営に関すること
8. 福祉型児童発達支援センター「ほなみ園」の設置及び管理運営に関すること
9. 火葬場の設置及び管理運営に関すること
10. 地方拠点都市地域の整備及び産業業務施設の再配置の促進に関する法律に基づく基本計画の策定、地域振興事業計画に掲げる事業の実施に関すること

2019年（平成31年）4月現在

## 組織

### 職員定数
【出典】
- 合計 - 470人
  - 管理者の事務部局 - 119人
  - 議会事務局 - 2人
  - 監査委員事務局 - 1人
  - 教育委員会事務局 - 10人
  - 消防の事務部局 - 338人

### 組織図
- 議会
  - 議会事務局
- 監査委員
  - 監査委員事務局
- 教育委員会
  - 教育長
    - 事務局
      - 総務課
      - 大崎生涯学習センター
- 管理者
  - 副管理者
    - 会計管理者
      - 会計課

    - 事務局
      - 総務課
      - ほなみ園
      - 業務課
        - 古川斎場
        - 加美斎場
        - 松山斎場
        - 玉造斎場
        - 涌谷斎場

      - 施設整備課
      - 施設管理課
        - 東部クリーンセンター
        - 中央クリーンセンター
        - 西部玉造クリーンセンター
        - 西部加美クリーンセンター
        - リサイクルセンター
        - 中央桜ノ目衛生センター
        - 中央師山衛生センター
        - 六の国汚泥再生処理センター
        - 東部汚泥再生処理センター

    - 消防長（消防正監）[4]
      - 消防次長（消防監）[4]
        - 総務課
        - 予防課
        - 警防課
        - 防災課
        - 古川消防署
          - 田尻分署
          - 志田分署
          - 三本木出張所

        - 鳴子消防署
          - 岩出山分署

        - 加美消防署
          - 西部分署

        - 遠田消防署

2019年（令和元年）10月1日現在

## 管内の現況
- 管内の人口 - 200,947人
  - 大崎市 - 130,158人
  - 加美町 - 23,215人
  - 色麻町 - 6,835人
  - 涌谷町 - 16,174人
  - 美里町 - 24,565人

2019年（平成31年）4月1日現在
- 管内の世帯数 - 76,642世帯
  - 大崎市 - 51,332世帯
  - 加美町 - 8,106世帯
  - 色麻町 - 2,038世帯
  - 涌谷町 - 6,057世帯
  - 美里町 - 9,109世帯

2019年（平成31年）4月1日現在
- 管内の面積 - 1,523.76 km2
  - 大崎市 - 796.75 km2
  - 加美町 - 460.67 km2
  - 色麻町 - 109.23 km2
  - 涌谷町 - 82.16 km2
  - 美里町 - 74.95 km2

2019年（平成31年）4月1日現在

## 消防
大崎地域広域行政事務組合消防本部（おおさきちいきこういきぎょうせいじむくみあいしょうぼうほんぶ）は、宮城県大崎市、加美郡、遠田郡を管轄する消防部局（消防本部）。

### 消防署等
消防署
| 消防署     | 郵便番号   | 所在地                             | 分署       | 出張所 |
| ---------- | ---------- | ---------------------------------- | ---------- | ------ |
| 古川消防署 | 〒989-6171 | 宮城県大崎市古川千手寺町二丁目5-20 | 田尻、志田 | 三本木 |
| 鳴子消防署 | 〒989-6711 | 宮城県大崎市鳴子温泉字馬場70-2     | 岩出山     |        |
| 加美消防署 | 〒981-4227 | 宮城県加美郡加美町字新川原106      | 西部       |        |
| 遠田消防署 | 〒987-0133 | 宮城県遠田郡涌谷町字関谷沖名303-1  |            |        |

分署・出張所
| 分署・出張所 | 郵便番号   | 所在地                                 |
| ------------ | ---------- | -------------------------------------- |
| 田尻分署     | 〒989-4308 | 宮城県大崎市田尻沼部字新堀137-2        |
| 志田分署     | 〒989-4102 | 宮城県大崎市鹿島台木間塚字小谷地269-1  |
| 三本木出張所 | 〒989-6321 | 宮城県大崎市三本木字廻山65             |
| 岩出山分署   | 〒989-6403 | 宮城県大崎市岩出山上野目字街道下12-3   |
| 西部分署     | 〒981-4373 | 宮城県加美郡加美町字原町南百々清水30-7 |

### 消防車両
| 消防車両               | 台数                  |
| ---------------------- | --------------------- |
| 司令・指揮車           | 6                     |
| 消防ポンプ自動車       | 10 (うち1台は非常用） |
| 水槽付消防ポンプ自動車 | 9 (うち1台は非常用)   |
| はしご車               | 2                     |
| 化学消防車             | 1                     |
| 救急自動車             | 14 (うち3台は非常用） |
| 救助工作車             | 1                     |
| その他                 | 25                    |

2024年　(令和6年）4月1日現在